# Raymond Schofield
Raymond Schofield (* 1925) ist ein britischer Forscher auf dem Gebiet der Hämatologie. Er schlug 1978 das Konzept der „Stammzellnische“ vor und definierte ihre Eigenschaften.

## Leben
Raymond Schofield verließ 1941 im Alter von 16 Jahren die Schule und nahm eine Stelle im Labor eines Krankenhauses an. Er arbeitete ab 1952 an den Paterson Laboratories, einer onkologischen Forschungseinrichtung des National Health Service NHS, die aus dem Christie Hospital und dem Holt Radium Institute in Manchester hervorging. Aus den Paterson Laboratories wurde später das Paterson Institute, das 2006 Teil der University of Manchester wurde. Neben seiner Arbeit studierte Schofield als Externer an der University of London, die ihm 1956 einen Bachelor-Abschluss in Chemie und Humanphysiologie verlieh. 1964/65 arbeitete er am US-amerikanischen Naval Radiological Defense Laboratory in San Francisco, Kalifornien. 1969 erhielt er einen Ph.D. Seine Hypothese der Stammzellnische präsentierte er 1977 auf einem Symposium an der University of California, San Francisco. Die entsprechende Veröffentlichung erschien 1978 in Blood Cells.
1985 ging Schofield in den Ruhestand und wurde Farmer in West-Wales, wo er Schafe züchtete. Hier lebte er auch noch 2024. Seine letzte wissenschaftliche Veröffentlichung stammt laut Datenbank Scopus aus dem Jahr 1989. Schofields Arbeiten werden 40 Jahre nach seinem Eintritt in den Ruhestand noch regelmäßig zitiert. Er hat einen h-Index von 21 (Stand August 2025).
2024 wurde Schofield – im Alter von fast 99 Jahren – gemeinsam mit Judith Kimble und Allan C. Spradling mit dem renommierten Wiley Prize in Biomedical Sciences ausgezeichnet, der mit 50.000 US-Dollar dotiert ist. 18 der 54 Preisträger des Wiley-Preises erhielten später einen Nobelpreis (Stand Mai 2025).